# ソッド・ハウス

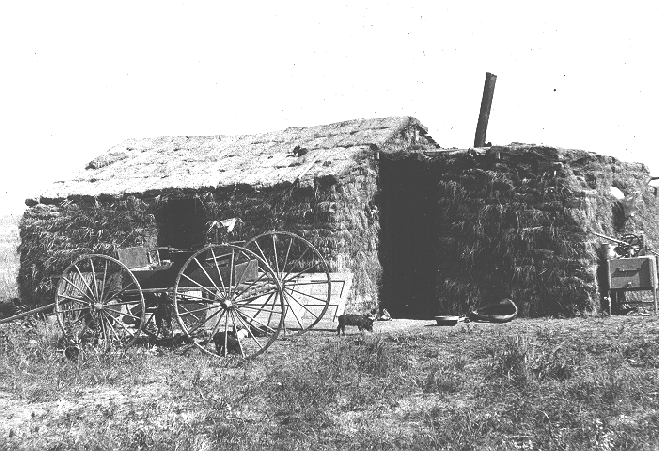
アメリカのプレーリーのソッド・ハウス。1901年。

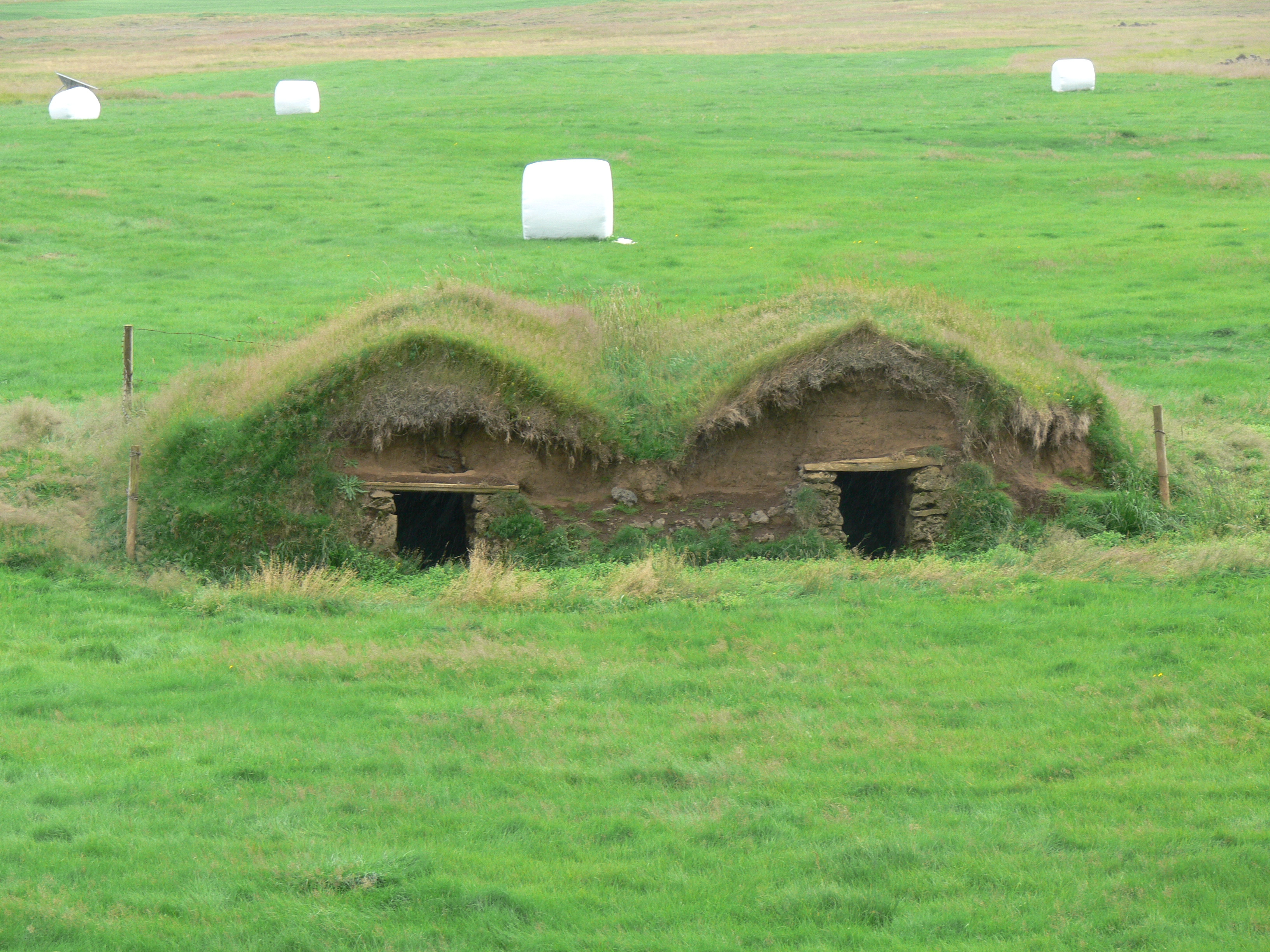
アイスランドの農場のソッド・ハウス。

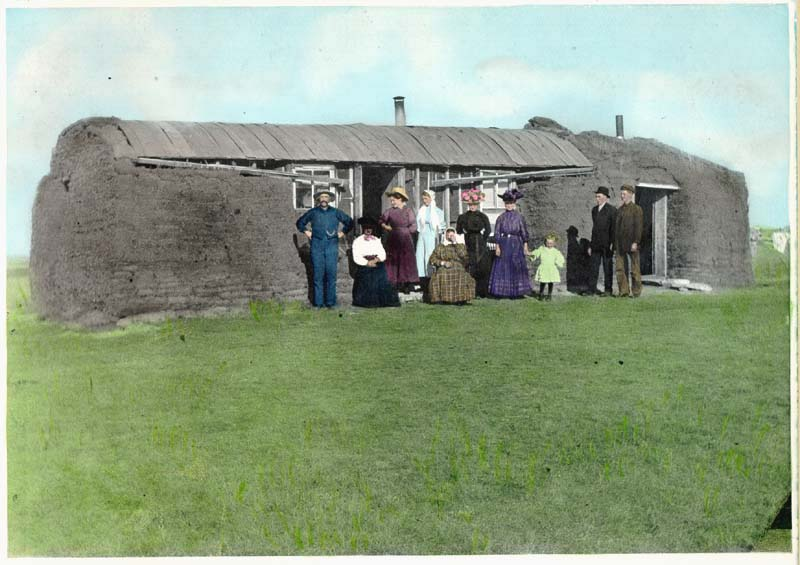
サスカチュワンのソッド・ハウス。1900年頃。

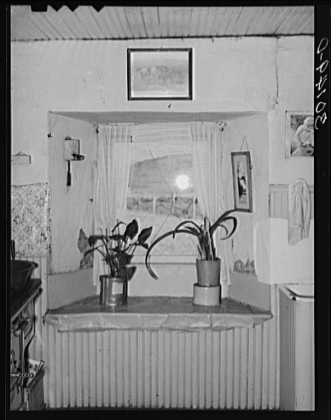
ノースダコタのソッド・ハウスの内装。1937年。

ソッド・ハウス（sod houseまたはsoddy）は、アメリカやカナダの開拓時代に丸太小屋の代わりに建てられた建物である。プレーリーには通常建物の資材となる木や石が不足していたが、芝生は豊富にあった。プレーリーの芝は、現在造園に使用される芝よりも、根が厚く頑丈であった。
ソッド・ハウスは、芝生を長方形、たいていは2'×1'×6" (600×300×150 mm) の大きさに切り、それを積み重ねて壁とした。屋根には様々な物を用いた。普通のドアや窓も付けられた。安く造ることができ防音も良かったが、湿気の高い建物であった。ソッド・ハウスは頻繁な修繕が必要であり、雨には弱かった。たいてい、外壁は漆喰や木板で保護され、内壁は帆布や石膏で覆われていた。

## 有名なソッド・ハウス
有名なソッド・ハウスと、ソッド・ハウスや芝の建物がある史跡を以下に挙げる：
アイスランド
- スカーガフィヨルズル民族博物館
- アゥルバイル野外民族博物館（英語版）

カナダ

- アディソン・ソッド・ハウス（英語版） - サスカチュワン州。カナダ国定史跡。
- ランス・オ・メドー - ニューファンドランドの北端近くにある、10-11世紀に造られたノース人の入植地跡。千年前にノース人の入植者に建てられ様々な用途に使用された8棟のソッド・ハウスが復元されている。世界文化遺産。

アメリカ
- コットンウッド・ランチ（英語版） - カンザス州シェリダン郡。アメリカ合衆国国家歴史登録財。ソッド・ハウスがある。
- ドウズ・ソッド・ハウス（英語版） - ネブラスカ州コムストック。アメリカ合衆国国家歴史登録財。
- ヘマン・ギブズ・ファームステッド（英語版） - ミネソタ州ファルコン・ハイツ。アメリカ合衆国国家歴史登録財。1849年築のソッド・ハウスが復元されている。
- ジャクソン・アインスパー・ソッド・ハウス（英語版） - ネブラスカ州ホルスタイン。 アメリカ合衆国国家歴史登録財。
- レフィングウェル・キャンプ・サイト（英語版） - アラスカ州フラクスマン島。アメリカ合衆国国家歴史登録財。
- マイナー・ソッド・ハウス（英語版） - カンザス州マクドナルド。 アメリカ合衆国国家歴史登録財。
- パイオニア・ソッド・ハウス（英語版） - コロラド州ウィートリッジ。アメリカ合衆国国家歴史登録財。
- グスタフ・ローリッヒ・ソッド・ハウス（英語版） - ネブラスカ州ベルウッド。アメリカ合衆国国家歴史登録財。
- マーシャル・マッカーリー・ソッド・ハウス（英語版） - オクラホマ州クレオスプリングス。アメリカ合衆国国家歴史登録財。
- ウォレス・W・ウォーターマン・ソッド・ハウス（英語版）  - ネブラスカ州ビッグスプリングス。アメリカ合衆国国家歴史登録財。